# David Drake
David Drake (n. 24 septembrie 1945, Dubuque⁠(d), Iowa, SUA – d. 10 decembrie 2023, Silk Hope⁠(d), Comitatul Chatham, Carolina de Nord, Carolina de Nord, SUA) a fost un scriitor american de literatură științifico-fantastică în genul științifico-fantastic militar și de fantezie.

## Biografie
A studiat la Duke University School of Law, Universitatea Statului Iowa. A fost veteran al războiului din Vietnam și a lucrat ca avocat.

## Lucrări (selecție)

### SeriaARC Riders
Cu Janet Morris.
Serie asemănătoare cu Time Patrol (Poul Anderson).
- ARC Riders (1995)
- The Fourth Rome (1996)

### SeriaBelisarius
Cu Eric Flint
Belisarius a fost numit comandantul unei armate bizantine/persane combinate pentru a invada India. Aici, în Malwa, Belisarius caută adevăratul său dușman, entitatea misterioasă cunoscută sub numele de Link, o inteligență artificială care folosește corpurile umane ca dispozitiv interactiv. 
- An Oblique Approach (1998)
- In the Heart of Darkness (1998)
- Destiny's Shield (1999)
- Fortune's Stroke (2000)
- The Tide of Victory (2001)
- The Dance of Time (2006)

### SeriaThe Books of the Elements
- The Legions of Fire (2010)[13]
- Out of the Waters (2011)[14]
- Monsters of the Earth (2013)
- Air and Darkness (2015)

### SeriaCrisis of Empire
- An Honorable Defense (1988) — cu Thomas T. Thomas
- Cluster Command (1989) — cu  William C. Dietz
- The War Machine (1989) — cu  Roger MacBride Allen
- Crown of Empire (1994) — cu Chelsea Quinn Yarbro

### Povestiri
- "Denkirch" in Travellers by Night (1967), Balefires (2007)
- "Lord of the Depths" in Dark Things (1971)
- "Arclight" in The Magazine of Fantasy and Science Fiction (April 1973)
- "Contact!" in Analog Science Fiction/Science Fact (October 1974), Body Armor: 2000 (1986)
- "Under the Hammer" in Galaxy Science Fiction (October 1974), Hammer's Slammers (1979)
- "The Butcher's Bill" in Galaxy Science Fiction (November 1974), Combat SF (1975), Hammer's Slammers (1979), Combat SF (1981), Hammer's Slammers (1987)
- "Something Had to Be Done" in The Magazine of Fantasy and Science Fiction (February 1975), The Year's Best Horror Stories: Series IV (1976), From the Heart of Darkness (1983), 100 Vicious Little Vampire Stories (1995)
- "Ranks of Bronze" in Galaxy Science Fiction (August 1975), There Will Be War (1983), Vettius and His Friends (1989)
- "But Loyal to His Own" in Galaxy Science Fiction (October 1975), Hammer's Slammers (1979)
- "Awakening" in Nameless Places (1975)
- "Children of the Forest" in The Magazine of Fantasy and Science Fiction (November 1976), The Year's Best Horror Stories: Series V (1977), From the Heart of Darkness (1983), Balefires (2007)
- "Blood Debt" in The 4th Mayflower Book of Black Magic Stories (1976), From the Heart of Darkness (1983)
- "Firefight" in Frights (1976), From the Heart of Darkness (1983)
- "The Hunting Ground" in Superhorror (1976), From the Heart of Darkness (1983)
- "Nation Without Walls" in Analog Science Fiction/Science Fact (July 1977)
- "The Last Battalion" in Analog Science Fiction/Science Fact (September 1977)
- "The Barrow Troll" in Savage Heroes (1977), Whispers (1977), The World Fantasy Awards Volume Two (1980), From the Heart of Darkness (1983), Vettius and His Friends (1989), Balefires (2007)
- "Smokie Joe" in More Devil's Kisses (1977), Terrors (1982), From the Heart of Darkness (1983), Balefires (2007)
- "Best of Luck" in The Year's Best Horror Stories: Series VI (1978), From the Heart of Darkness (1983)
- "Caught in the Crossfire" in Chrysalis 2 (1978), Hammer's Slammers (1979), Caught in the Crossfire (1998)
- "Cultural Conflict" in Destinies (January/February 1979), Hammer's Slammers (1979)
- "The Predators" in Destinies (October/December 1979)
- "Hangman" in Hammer's Slammers (1979), Supertanks (1987)
- "The Red Leer" in Whispers II (1979), From the Heart of Darkness (1983), Balefires (2007)
- "Standing Down" in Hammer's Slammers (1979)
- "Underground" in Destinies (February/March 1980)
- "Men Like Us" in Omni (May 1980), From the Heart of Darkness (1983)
- "The Automatic Rifleman" in Destinies (Fall 1980), From the Heart of Darkness (1983)
- "Goddess" in Tales from the Vulgar Unicorn (1980), Sanctuary (1982)
- "Than Curse the Darkness" in New Tales of the Cthulhu Mythos (1980), From the Heart of Darkness (1983), Balefires (2007)
- "Travellers" in Destinies (Winter 1981)
- "King Crocodile" in Whispers III (1981), Vettius and His Friends (1989)
- "The Dancer in the Flames" in From the Heart of Darkness (1983), Whispers IV (1983)
- "Votary" in The Face of Chaos (1983)
- "Out of Africa" in From the Heart of Darkness (1983), Horrorstory: Volume 4 (1990)
- "Code-name Feirefitz" in Men of War (1984)
- The Guardroom in Afterwar (1985)
- The Great Beer Shortage with Janet Morris in Far Frontiers Vol. VI (Fall 1986)
- "The Tank Lords" in Far Frontiers Vol. VI (Fall 1986), Hammer's Slammers (1987), Call to Battle (1988)
- "The Hand of Providence" in Heroes in Hell (1986)
- "'Cause I Served My Time in Hell" in Rebels in Hell (1986)
- "The Interrogation Team" in Warrior (1986), Caught in the Crossfire (1998)
- "The Fool" in Whispers VI (July 1987)
- "Bargain" in Masters in Hell (1987)
- "Learning Curve" in Angels in Hell (1987)
- "Liberty Port" in Alien Stars IV: Freelancers (1987)
- "Springs Eternal" in Crusaders in Hell (1987)
- "Wisdom" in Crusaders in Hell (1987)
- "Rescue Mission" in The Fleet (1988)
- "Safe to Sea" in Spacefighters (1988)
- "When the Devil Drives" in The Fleet: Counterattack (1988)
- "Dreams in Amber" in Vettius and His Friends (1989)
- "Killer" with Karl Edward Wagner in Vettius and His Friends (1989)
- "Exile" in Prophets in Hell (1989)
- "Elfin Pipes of Northworld" in The New York Review of Science Fiction (December 1990)
- "Looking Forward: Excerpt from Northworld: Justice" in Amazing Stories (March 1992)
- "Looking Forward: Excerpt from The Sharp End" in Amazing Stories (October 1993)
- "Cannibal Plants From Heck" in Alien Pregnant By Elvis (1994)
- "Airborne All the Way!" in Magic, the Gathering: Tapestries (1995)
- "To Bring the Light" in Locus (August 1996)

Această poveste o prezintă pe Flavia Herosilla, o femeie bine educată care trăiește în Imperiul Roman. Ea se uită la o procesiune condusă de împăratul Filip Arabul - când izbucnește o furtună bruscă. La fel ca Padway (din "Lest Darkness Fall"), ea este trimisă înapoi în timp cu o lovitură de trăsnet, în cazul ei la începuturile Romei în jurul anului 751 î.Hr. Spre deosebire de Padway, care a încercat să schimbe istoria, Flavia încearcă pur și simplu să se asigure că fondarea Romei va avea loc la timp și că legendele pe care le știe se vor împlini. Dar există un detaliu pe care vrea să-l schimbe. Legendele spun că în ziua înființării Romei, Romulus l-a ucis pe fratele său Remus - și în timp ce se asigura că Roma va fi fondată, Flavia Herosilla se îndrăgostește de Remus ...
- "The Waiting Bullet" in Locus (August 1996)
- "A Grand Tour" in More than Honor (1998)
- "The Immovable Object" in Caught in the Crossfire (1998)
- "With the Sword He Must Be Slain" in Armageddon (1998)
- "A Very Offensive Weapon" in All the Way to the Gallows (1995)
- "The Tradesmen" in Grimmer Than Hell (2000)
- "A Death in Peacetime" in The Complete Hammer's Slammers Volume 1 (2005)
- "Dragon, the Book" in Catfantastic V (1999)